# Can Godó (Teià)
Can Godó és una casa de Teià (Maresme) inclosa en l'Inventari del Patrimoni Arquitectònic de Catalunya.

## Història
Fou propietat del militar austriacista Sebastià Dalmau i Oller (1682-1762), que tingué un paper destacat en la Guerra de Successió) i morí exiliat a Viena.
El 1893 fou adquirida per Ramon Godó i Lallana, que el 1916 n'encarregà la reforma a l'arquitecte Josep Majó i Ribas, autor de les cases Godó-Lallana (1900) i l'edifici La Vanguardia (1903) a Barcelona. En una de les llindes figura la inscripció «Gotzem 1704», que es va casar amb una de les filles de la família Masseguer, antics propietaris.

## Descripció
L'actual edifici correspon a la reforma de l'antiga masia del segle xvii, de la qual conserva les proporcions i l'estructura. De grans proporcions i planta quadrada, s'aixeca en forma de cub, amb una torre lateral que trenca l'eix de simetria. Consta de planta baixa i tres pisos i el coronament és a base de merlets, sota dels quals hi ha la cornisa. Els elements constructius són una mica eclèctics: arcs i motllures gòtiques amb elements vegetals, vitralls i decoracions modernistes. A l'últim pis destaca una galeria de finestres separades per petites pilastres i mènsules, que envolta tot l'edifici.
El conjunt està envoltat d'una gran zona enjardinada i de bosc, que forma part de la finca.